# Txassóvennaia
Txassóvennaia (en rus: Часовенная) és un poble de la República de Marí El, a Rússia, que en el cens del 2010 tenia 1.125 habitants. Pertany al districte rural de Voljsk.